# پرنسس تاراکانووا (نقاشی)
«شاهزاده خانم تاراکانوا» رشتنیکوف پیش از این نقاشی به عنوان یک کاریکاتوریست محبوب شناخته می‌شد؛ بنابراین «به تعطیلات رسید» تجربه‌ای ارزشمند و موفق در هنر ژانر برای این هنرمند بود. این نقاشی، که فضای خانوادگی و لحظه‌ای از بازگشت دانش‌آموز به خانه را به تصویر می‌کشد، توانست توجه منتقدان را جلب کند و در نمایشگاه‌های متعدد داخلی و خارجی به نمایش گذاشته شود. رشتنیکوف با این اثر توانست مهارت خود را در انتقال احساسات روزمره مردم شوروی نشان دهد. استفاده فلاویتسکی از نور و سایه و توجه به جزئیات در این نقاشی، عنوان استاد نقاشی تاریخی را برای او به ارمغان آورد و این نقاشی همچنان یکی از مشهورترین آثار اوست.

## طرح
طرح این نقاشی بر اساس افسانه مرگ پرنسس تاراکانووا در جریان سیل سن پترزبورگ در ۲۱ سپتامبر ۱۷۷۷ بود (سوابق تاریخی نشان می‌دهد که او دو سال قبل از این واقعه درگذشته است). این بوم، یک سنگربان را در قلعه پیتر و پاول به تصویر می‌کشد که آب سیل از بیرون دیوارها جاری است. روی تخت، زن جوانی ایستاده و سعی می‌کند از آبی که از پنجره‌ای نرده‌دار جاری است فرار کند. موش‌های خیس از آب بیرون می‌آیند و به سمت پاهای زندانی می‌خزند.
اگرچه افسانه مرگ تاراکانووا در جریان سیل صحت ندارد، اما این روایت از مرگ او بود که به لطف فلاویتسکی در حافظه عمومی ثبت شد. به عنوان مثال، بوریس پاسترناک در شعر «روح» می‌نویسد: «شما مانند پرنسس تاراکانووا می‌جنگید که در ماه فوریه هنگام سیل راولین جنگید.»

## تاریخچه ایجاد
داستان پرنسس تاراکانووا، یک زن ثروتمند که ادعا می‌کرد دختر ملکه الیزابت پتروونا و خواهر یملیان پوگاچف است، مبنای خلق این نقاشی قرار گرفت. به دستور ملکه کاترین دوم، او دستگیر شد و در ماه مه ۱۷۷۵ به قلعه پیتر و پاول برده شد، جایی که توسط فیلد مارشال پرنس گولیتسین تحت بازجویی‌های طولانی قرار گرفت و در طی آن شهادت‌های مختلفی داد. او در ۴ دسامبر ۱۷۷۵ بر اثر سل درگذشت و راز تولد خود را حتی از یک کشیش پنهان کرد.
این نقاشی در سال ۱۸۶۴ خلق شد و برای اولین بار در همان سال در نمایشگاه آکادمی هنر به نمایش گذاشته شد. ولادیمیر استاسوف ، منتقد مشهور آن زمان که برای این نقاشی ارزش زیادی قائل بود، بوم فلاویتسکی را «نقاشی معجزه‌آسا، شکوه مکتب ما، درخشان‌ترین اثر نقاشی روسی» نامید. این نقاشی پس از مرگ هنرمند توسط پاول ترتیاکوف برای مجموعه خود خریداری شد.

## نسخه‌های دیگر

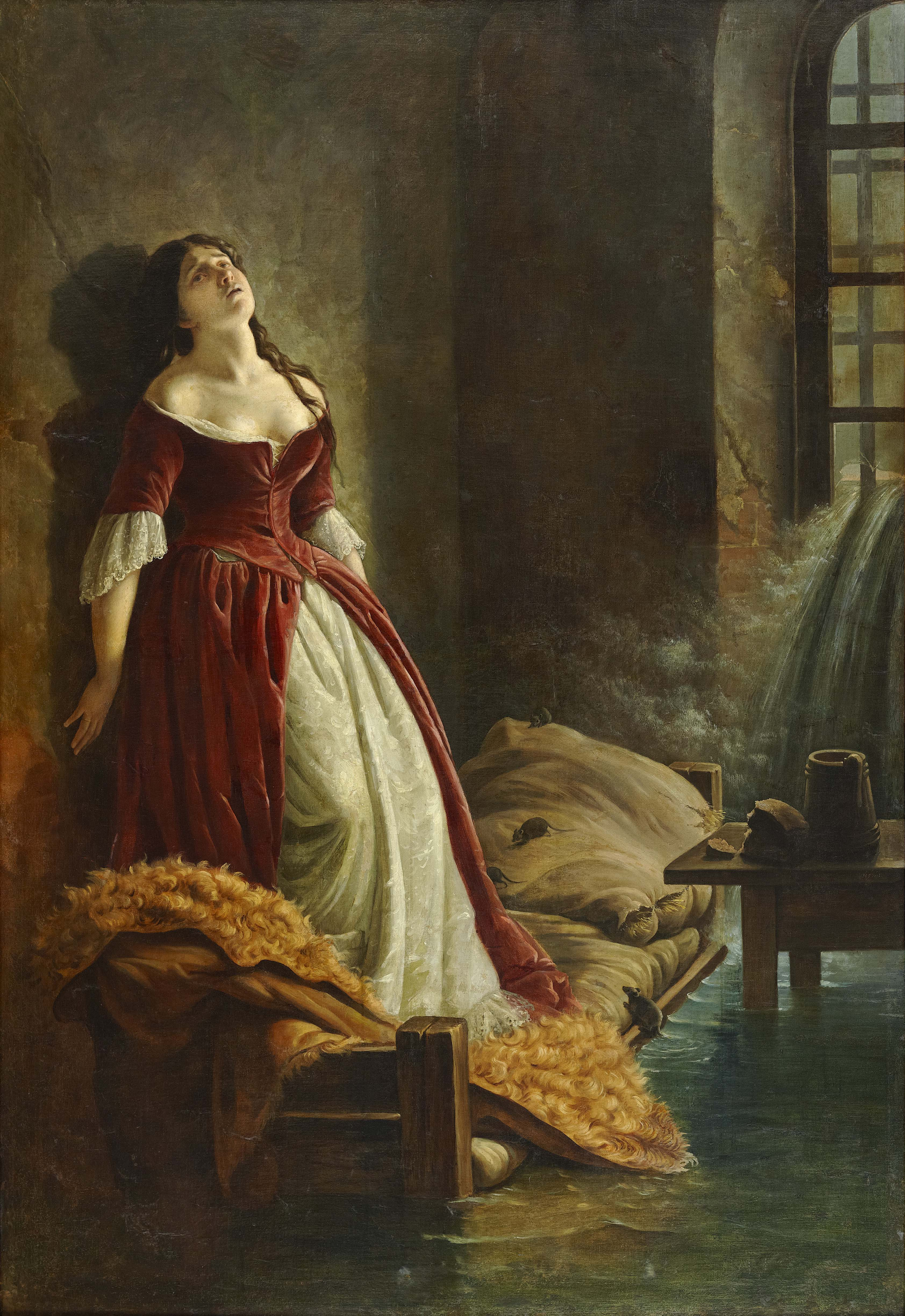
نسخه ۱۸۶۲

در موزه هنرهای زیبای یکاترینبورگ، نسخه اصلی فرضی این نقاشی که در سال ۱۸۶۲ خلق شده است، نگهداری می‌شود. تفاوت‌ها در اندازه بوم، که ۲۱۴ × ۱۴۷ سانتی‌متر است، و در تفسیر تمثیلی نهفته است: چهره و اندام زن جوان هنوز تراژدی و ناامیدی نهایی را منتقل نمی‌کند. بنابراین، نسخه موجود در مجموعه گالری ترتیاکوف، کپی بعدی است.
نسخه دیگری از سال ۱۸۶۴ نگهداری می‌شود. پنزا. اندازه آن کوچکتر است و ۱۲۳ × ۹۴ سانتی‌متر اندازه دارد.
علاوه بر این، در موزه روسیه، «سر پرنسس تاراکانووا» وجود دارد که مطالعه‌ای برای نقاشی سال ۱۸۶۳ است. این اثر ۴۴٫۵ × ۳۳٫۵ سانتی‌متر ابعاد دارد به موزه اهدا شده است. در سال ۱۹۰۳.